# Jiutepec
Jiutepec – miasto w Meksyku, w stanie Morelos. Liczy 170 700 mieszkańców (1 lipca 2014 roku).
W mieście rozwinął się przemysł spożywczy, skórzany, papierniczy oraz rzemieślniczy.